# 固有風險
固有風險（Inherent risk）是風險管理中的一個概念，指的是在沒有任何風險控制措施的情況下，某一活動或過程所固有的、原始的風險水準。它反映了在引入任何風險緩解措施之前，風險的自然狀態。另一種解釋是，固有風險是在現有控制措施（可能不完整或效果有限）下，風險的實際存在狀態。
在進行處置，並且增加安全措施之後的風險程度，會稱為殘餘風險。
在審計學的審計驗證中也有固有風險的概念，是有關導因於錯誤或舞弊之重大不實表達的風險：若在考量企業之內部控制前，交易類別、科目餘額或揭露事項之個別聲明，即存在不實表達風險，且該不實表達單獨或與其他不實表達合併考量時，為重大之風險，此風險就是固有風險。